# Lebeckia spinescens
Lebeckia spinescens är en ärtväxtart som beskrevs av William Henry Harvey. Lebeckia spinescens ingår i släktet Lebeckia och familjen ärtväxter. Inga underarter finns listade i Catalogue of Life.